# آتوسا
آتوسا یا هُتوسا (حدود ۵۵۰ پ‌م – ۴۸۵ پ. م) دختر کوروش بزرگ، همسر پادشاه هخامنشی داریوش بزرگ و مادر خشایارشا بود. آتوسا تاثیرگذارترین همسر داریوش بزرگ بوده و خصلت‌هایی نظیر قدرت‌طلبی، درایت و اقتدار داشته است.
پسر ارشد آتوسا، خشایارشا، پسر ارشد داریوش بزرگ نبود ولی به‌دلیل زیرکی و نسب پدری خود به کوروش بزرگ، توانست که پسرش را جانشین همسرش کند.

## نام
هوتوسا (زرتشتی: Hutaosā؛ در زبان پهلوی Hudōs، در روایات سنتی متاخر، خواهر و همسر ویشتاسب) یکی از افرادی است که نامش در لیست یشت ۱۳، آیهٔ ۱۳۹، در بین افراد مرتبط احتمالی با زرتشت، قرار دارد. در اوستا، فروهر «هوتَوسا (هوتوس، آتوسا) ی پاکدین» را ستوده است. در حالی که زرتشت، در گاهان، بارها از حامی خود ویشتاسب، نام برده، ولی کوچک‌ترین اشاره‌ای به هوتَوسا نکرده است. آموزگار و تفضلی (به استناد «گوش‌یشت») بر این باورند که هوتَوسا پیش از همه به دین زرتشت گرویده، و احتمالاً به توصیه او، شوهرش کی‌گشتاسب نیز پیرو این دین شده است.
در گوش‌یشت، زرتشت، تنها نیایش می‌کند تا هوتوسای نیک و شریف، به آیین او بگرود و سبب شهرت نیکی برای او شود. در روایات پهلوی چنین روایت شده که روان گشتاسب در پی بی‌هوشی به بهشت رفته و ارجمندی پذیرفتن دین را، به او می‌نمایند. پس آن‌گاه وقتی که گشتاسب به هوش آمد، به هوتوس بانگ می‌زند که زرتشت کجاست تا به دین او درآییم. زرتشت بانگ را می‌شوند، پیش می‌رود و گشتاسب ایمان می‌آورد. در دینکرد و زراتشت‌نامه، هوتوس پیش از شاه آئین زرتشت را می‌پذیرد. در هر حال، گرچه در گاهان زرتشت نامی از هوتَوسا نیامده، اما برای پیروان زرتشت اسطوره هوتَوسا به مرور ایجاد گشته و جان گرفته است. او در مقام یکی از نخستین کسانی که به زرتشت ایمان آورده، از منزلتی خاص برخوردار است. در گزیده‌های زادسپرم هوتوس بزرگ‌ترین یاور زرتشت است.
در اوستا، مادر اسفندیار، Hutaosā (در متون تفسیری پارسیگ: Hutōs، طبری نام وی را کُتوس و بلعمی، «خطوس» ثبت کردند) از خاندان نوذر است. در آیادگار، گشتاسب سخن از «هُتوس، خواهر و همسرم، که از من ۳۰ پسر به‌دنیا آورده است» می‌کند. با این وجود، حقیقی، نام مادر اسفندیار را ناهید، دختر سزار (قیصر) «که گشتاسب شاه او را کتایون می‌نامد» ثبت کرده است. فردوسی و ثعالبی نام او را فقط کتایون می‌دانند. بنابر گزارش این دو، او دختر پادشاه روم بود و با گشتاسب ازدواج کرد، در حالی که گشتاسب از سرزمینش به «سرزمین سزار» تبعید شده بود.

## منبع‌شناسی زندگانی
شکی نیست که بهترین منبع یافته شده در مورد زندگانی آتوسا، هرودوت است؛ گرچه، تمام اطلاعات تاریخ هرودوت در مورد آتوسا، برای تاریخ‌نگاری مفید نیست. در ایرانیان اثر آشیل، هم نام آتوسا ذکر شده است. با توجه به الواح تخت جمشید، می‌توان گفت که تا سال ۴۹۳ پیش از میلاد (زمانی که کتیبه مذکور نگاشته شده)، او هنوز به قدرت برجسته‌ای دست نیافته بود و احتمالاً در زمان تاج‌گذاری خشایارشا بوده که او این قدرت را کسب کرده است.
نام آتوسا، به صورت ایلامی Údusana در دو قطعه از گل‌نبشته‌های تخت جمشید که تا کنون رمزگشایی و منتشر شده، اشاره شده است. در این لوح‌ها، به سپرده شدن سهمیهٔ آتوسا به دو تن از کارگزاران وی اشاره شده است:
- PF 162: چهارصد بار (= برابر با ۱۰ کوارت) kurrusam tarmu (غله) به صورت kem (امانت) در حساب هَکیشتیپَرَ برای آتوسا اندوخته شده است. سال بیست و دوم.[۶]
- PF 163: ده بار hadatiš tarmu (غله)، ۱۵۰ بار kurrusam (غلهٔ tarmu) در (حساب) مَدَشَب اندوخته شده است. سال بیست و دوم. این برای آتوسا است.[۶]

## زندگی‌نامه
مشهورترین شخصیت تاریخی که آتوسا نام داشته در میان سال‌های ۵۵۰ تا ۴۷۵ پیش از میلاد می‌زیسته و دختر کوروش بزرگ و کاساندان بوده است. اما سرانجام، داریوش بزرگ مالکیت حرم‌سرا را به دست گرفته و با آتوسا ازدواج می‌کند و او را همسر اصلی خود و ملکهٔ هخامنشیان می‌کند. داریوش با پیوستن به خانوادهٔ کوروش، به مشروعیت جانشینی تضمینی خاندان هخامنشی دست یافت. بنابر گزارش هرودوت، او داریوش را تشویق می‌کرد تا با یونان وارد جنگ شود، چرا که می‌خواست اَتیک، اَرگیو و کورینثیان را خراج‌گذار کند. به علاوه، آتوسا از همسرش، کنیزهایی از سرزمین لکونی، اَرگیو، اَتیک و کورنیثیان طلب کرد. این گزارش هرودوت شاید ناشی از آن است که هرودوت، جهت مشروعیت دادن به اندیشه یونانیان در مورد زنان هخامنشی (که این افراد، دسیسه‌گر و فتنه‌گر بودند) این گزارش را نوشته است، در حالی که داریوش، به منظور تلافی مداخله آتن در تاراج سارد و به آتش کشیدن معبد ایزدبانوی بومی سیبله، به یونان لشکر کشیده بود.
به روایت هرودوت، دِمُکدِس، پزشک یونانی که پس از معالجهٔ داریوش، به سمت پزشک خصوصی او منصوب شده بود، می‌توانست از شاه تقاضای هر چیزی به جز بازگشت به وطن داشته باشد. کمی بعد، غده‌ای بدخیم در سینهٔ آتوسا پدیدار می‌شود. او بیماری خود را با دمکدس در میان می‌گذارد، و دمکدس که شوق دیدار میهن را داشت، محرمانه از او می‌خواهد تا در صورت موفقیت در معالجه، تقاضای او را به شرطی که زیانی برایش نداشته باشد، بپذیرد. آتوسا می‌پذیرد و درمان می‌شود. دمکدس از او می‌خواهد که شاه را با این یادآوری که جوان، ثروتمند و نیرومند است، برای حمله به یونان ترغیب کند. آتوسا به داریوش می‌گوید جنگ با یونان از یک سو بر آوازه و قدرت او نزد پارسی‌ها می‌افزاید و از سوی دیگر، چون آنان را سرگرم می‌سازد، از فرصت ایجاد مزاحمت می‌کاهد. داریوش جواب می‌دهد که قصد جنگ با سکاها را دارد، اما آتوسا جواب می‌دهد که چیره شدن بر سکاها هر لحظه ممکن است ولی او آرزوی تصرف یونان را در سر دارد. به ویژه که راه‌آشنایی مثل دمکدس در دسترس است. داریوش می‌پذیرد و دموکدس را به همراه جاسوسان پارسی برای به دست آوردن اطلاعات به سواحل یونان می‌فرستد. پارسی‌ها وظیفه داشتند که از فرار پزشک یونانی جلوگیری کنند. بر اثر تحریک او، لشکر پارسی‌ها سواحل یونان را شناسایی کردند و نیروی دریایی یونان را هم بررسی کردند و با راهنمایی‌های دموکدس کروتونی، پزشک خصوصی او و داریوش هدایت شدند. گرچه لشکرکشی موفقیت‌آمیز بود، دموکدس موفق شد فرار کند. رجبی گرچه در صحت کل روایت هرودوت شک دارد، اما جزئی از روایت را می‌پذیرد، چرا که آن را حامل برداشت معاصران هرودوت از دربار ایران، اعتبار ملکه و علت یکی از بزرگ‌ترین جنگ‌ها میان پارس و یونان می‌داند.

### فرزندان و جانشینی

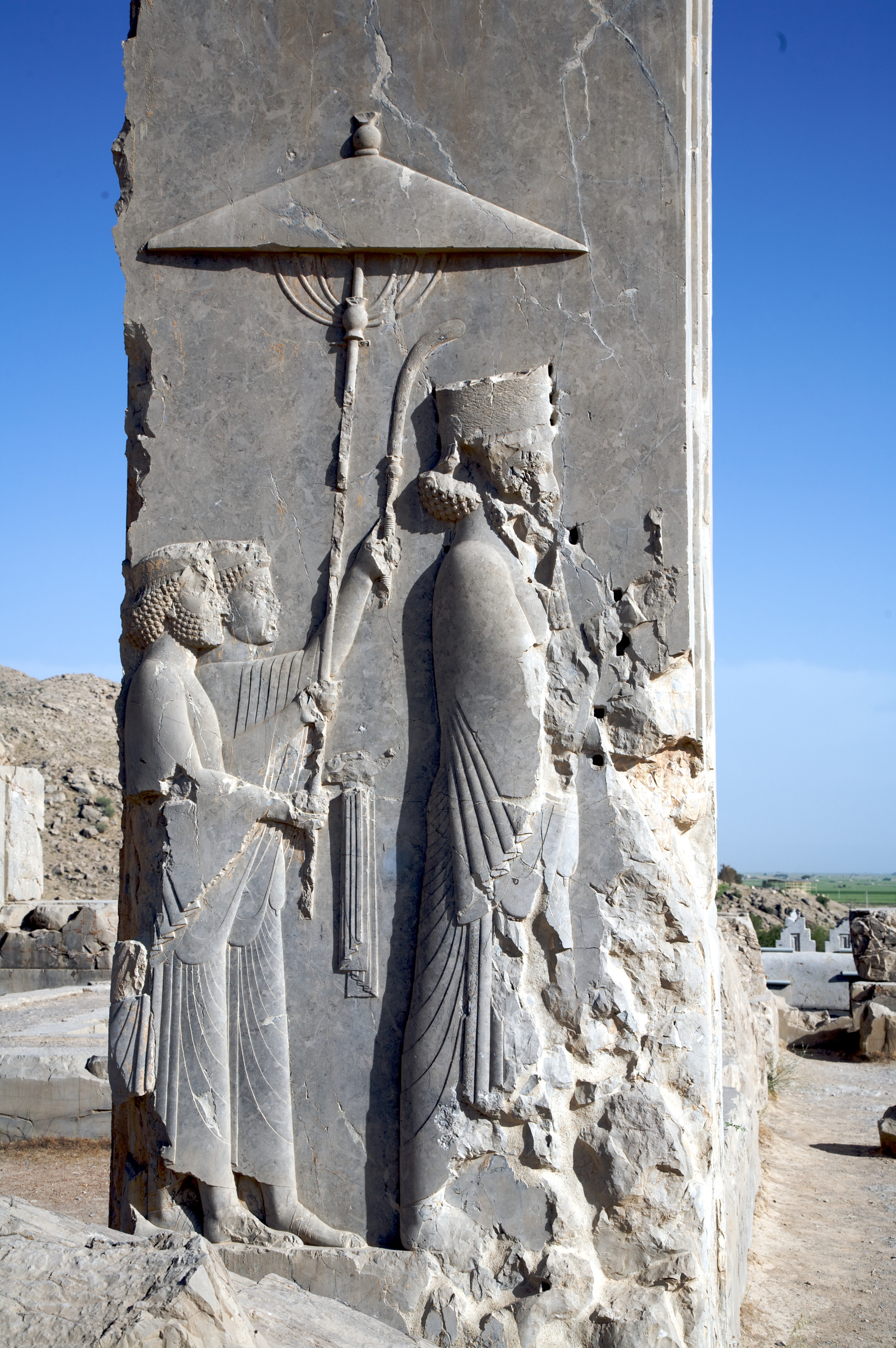
تندیس خشایارشا، شاهزاده هخامنشی به همراه ملازمش. در زمان یورش مقدونی‌ها یا در دوره‌های بعدی، به صورت خشایارشا آسیب وارد کردند.

آتوسا چهار پسر از داریوش داشت: خشایارشای یکم، ویشتاسپ، ماسیشته و هخامنش. خشایارشا بزرگ‌ترین فرزند بود؛ ویشتاسپ، فرماندار نیروهای خشایارشا در باختر و سکاها بود؛ ماسیشته، یکی از فرماندهان خشایارشا بود، و هخامنش، دریاسالار ناوگان مصر بود. آتوسا به خاطر تبار و زیرکی خود، تأثیر زیادی بر شوهرش و دربار هخامنشی داشت. در سال ۴۸۷ پ. م در دعوای حرم‌سرا، او حمایت داریوش را با جانشینی خشایارشا به‌دست‌آورد. خشایارشا اولین پسرش بود ولی اولین فرزند داریوش نبود. داریوش سه پسر دیگر از اولین زنش، دختر گوبریاس داشت. انتصاب خشایارشا به عنوان فرماندهٔ کل ارتش پارسی به او قدرتی برای جانشینی در آینده داد. جابه‌جایی قدرت بعد از داریوش به خشایارشا، باید به سبب اقتدار بزرگ آتوسا و چرا که آتوسا بیش از نیمی از لشکریان و تمام درباریان داریوش را در دست داشته باشد این عمل جانشینی انجام شد. آتوسا در مدت حکومت پسرش، او جایگاه والای ملکه مادر را به دست آورد. هنگام درگیری ارته‌برزن، پسر همسر داریوش بزرگ با خشایارشا، به سبب اینکه خشایارشا در هنگام پادشاهی پدرش به‌دنیا آمده بود، تخت پادشاهی را از آن خود کرد. هرودوت اظهار می‌دارد که حتی بدون این دلیل هم، پادشاهی از آن خشایارشا بود، چرا که «تمام قدرت در دست‌های آتوسا بود». از دیدی دیگر، جانشینی خشایارشا را تصمیم قاطعانه داریوش می‌داند، چرا که با سپردن ولی‌عهدی به دیگر پسرانش (از همسرانی غیر از تبار هخامنش)، زمینه جاه‌طلبی و باج‌گیری آنها را میسر می‌کرد. دومین سند، گزارش هرودوت است که روایت می‌کند در آستانه لشکرکشی داریوش به مصر، پسرانش بر سر جانشینی به کشمکش پرداختند که با مداخله آتوسا، به نفع خشایارشا پایان پذیرفت، اما حقیقت آن است که در در برجسته‌نگاری‌های داریوش و خشایارشای جوان، بر روی چهارچوب‌های دروازهٔ جنوبی تالار اصلی تَچَر و نبشتهٔ سه زبانهٔ روی برجسته‌نگاری چهارچوب شرقی آن (XPk)، خشایارشا برخلاف سنت دیرینه شاهان هخامنشی، خود را به صراحت شاه نخوانده است. این کتیبه نماینگر این است که خشایارشا، در زمانی بسیار زودتر (از گزارش هرودوت) و به صراحت، به جانشینی پدرش برگزیده و معرفی شده بود.

### مذهب
بین نام‌های شاهان هخامنشی و اساطیر دین زرتشتی هیچ رابطه‌ای وجود ندارد تنها نام ویشتاسپ، پدر داریوش بزرگ با نام حامی زرتشت یکسان است که این را نیز به متداول بودن نام ویشتاسپ در بین ایرانیان می‌توان ارتباط داد.

#### هوته‌سا یک نام معمول در بین ایرانیان بوده است
اثری از یک دلیل یا یک احتمال برای این تعبیر که هوته‌سا همسر داریوش بزرگ همان هوته‌سای اوستا باشد، وجود ندارد. تا جایی که هرتسفلد هم که در دیگر موضوع‌ها از هرتل پیروی می‌کند، این نظر را درست نمی‌داند. نام هوته‌سا یک نام بسیار ساده و معمول است و تنها و ساده‌ترین معنایی که می‌تواند داشته باشد، خوش‌اندام است. هیچ دلیلی نیست که هر کس که نام هوته‌سا داشته، متعلق به یک خانوادهٔ زرتشتی بوده است. اثری از یک دلیل با یک احتمال برای این تعبیر وجود ندارد. تا جایی که هرتسفلد هم که در دیگر موضوع‌ها از هرتل پیروی می‌کند، این نظر را درست نمی‌داند.
بین نام‌های شاهان هخامنشی و اساطیر دین زرتشتی هیچ رابطه‌ای وجود ندارد تنها نام ویشتاسپ، پدر داریوش بزرگ با نام حامی زرتشت یکسان است که این را نیز به متداول بودن نام ویشتاسپ در بین ایرانیان می‌توان ارتباط داد.
فیلیپ کیپر مدت‌ها پیش اظهار داشت که نام‌های هیشتاسپ (پدر و همچنین نوادگان داریوش بزرگ)، آتوسا (هوتَوسا، دختر ارشد کوروش بزرگ و شاهدخت‌های متعدد پارسی)، پیسَوتنس (Pišišyaoθana، شاهزاده پارسی، پسر ویشتاسب)، داماسپ (فرم فارسی باستان جاماسب، شاهزاده هخامنشی) و سپنددات (Spəntōδāta، نام شاهزاده پارسی که کتسیاس، بر بردیای دروغین گذاشته بود) نشان می‌دهند که هخامنشیان به دین زرتشت آشنایی داشته و سنت زرتشت را گرامی می‌داشتند. با کشف کتیبه‌های ایلامی در تخت جمشید، و دیدن نام‌های چندگانهٔ اوستایی، این فرضیه برای پژوهشگران مستند شد.

### مرگ
آیسخولوس (آشیل) در نمایشنامهٔ ایرانیان حکایت کرده که زمانی که خشایارشا به یونان تاخت، آتوسا هنوز زنده بود. در حقیقت نام هم در لوح‌های استحکامات پرسپولیس دیده نشده است، ولی ثابت نمی‌کند (آنگونه هینتس ادعا می‌کند) که در آن موقع مرده است.
از پایان عمر آتوسا اطلاعی در دست نیست. ژوستین می‌گوید خشایارشا در حال خشم او را به قتل رسانده است. ظاهراً تابوت او و خواهرش، آرتستونا در آرامگاه داریوش و در کنار تابوت خود داریوش قرار گرفته بود. احتمالاً بنایی که امروزه کعبه زرتشت خوانده می‌شود، به دستور آتوسا که می‌خواسته همانند مادرش آرامگاهی باشکوه داشته باشد ساخته شده است، اما چون بعداً داریوش آرامگاه خود را به وسعتی ساخت که همهٔ بلندپایگان خانواده‌اش در آن جای گیرند، کعبه زرتشت به ملکه‌های کهتر و شاهزادگان اختصاص یافت.

## آتوسا در نمایشنامه‌های یونانی

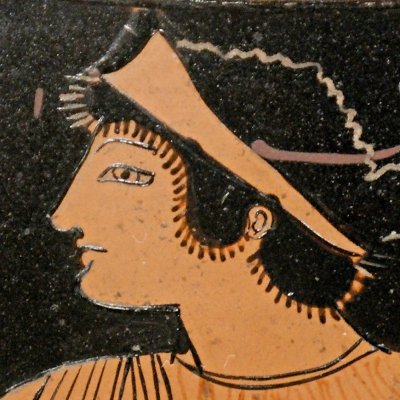
نگاره ثتیس در موزه لوور

ظاهراً آتوسا در بیرون از مرزهای ایران باستان نیز زنی پرآوازه بوده است. او یکی از سه شخصیت اصلی نمایشنامه ایرانیان آیسخولوس بوده که خود در جنگ ماراتن و سالامیس شرکت کرده بود. در سراسر این نمایشنامه آتوسا در مقام زنی میهن‌پرست، مدبر و مسئول و هوشیار و همچنین مادری دلسوز و مهربان روی صحنه می‌آید. و شخصیت باوقارش قلب نمایش است. بررسی دیالوگ‌های آتوسا، هر چند افسانه‌ای است، برای بررسی مقام زن در ایران باستان یا برداشت غیرایرانیان از زن پارسی جالب توجه است. آشیل که خود در جبهه دشمن قرار داشته است، از آتوسا به استثنای چند مورد چهره‌ای قهرمان می‌سازد.
آتوسا در طی دوران فرمانروایی پسرش، خشایارشا (۴۸۶–۴۶۵ پ. م)، مقام برجستهٔ «مادرِ شاه» را داشت. آشیل، که آتوسا را حلقهٔ شاه پیشین و شاه کنونی پارس می‌دانسته است، در نمایشنامهٔ پارسیان، بدون نام بردن از آتوسا، از او با القابی چون «(ملکه)؛ بلندپایه‌ترین بانوی پارس؛ مادر ارجمند خشایارشا و همسر داریوش؛ همسر خداوندگار پارسیان و مادر خدایگانی دیگر» یاد کرده و یکی از نقش‌های اصلی این داستان را بر عهدهٔ او نهاده است. با این حال، شخصیت‌پردازی آتوسا در نمایشنامهٔ پارسیا صرفاً در پی تحقق منظور و هدف خاصی در این داستان است. در این تراژدی، آتوسا به صورت مادری دلواپس و نگران برای پسرش خشایارشا، که طبق این داستان اقدام به لشکرکشی بی‌خرادنه و شومی علیه یونانی‌ها کرده است، توصیف شده است: خشایارشا جوانی سخت ماجراجو و بدنهاد است، اما آتوسا (که نقطه مقابل او تصویر شده)، بانویی سالخورده و خردمند است که رفتاری باوقار و شاهانه، اما نه واقعاً پارسی، دارد؛ بنابراین، هیچ نشانه‌ای دال بر اینکه آشیل، به اطلاعات روشنی دربارهٔ این ملکه پارسی دسترسی داشته، موجود نیست.
این حقیقت که نمایشنامهٔ ایرانیان آشیل، نامی از آتوسا یا عنوان خانوادگی وی نمی‌برد، به عنوان نشانه‌ای از تخیلی بودن آتوسا ذکر شده است. در آتن سال ۴۷۲ پ. م، [آتوسا] حتی «کمتر از یک نام» بود و می‌شد بدان به دیده دراماتیک نگریست. بسیاری ممکن بود با این دیدگاه موافق باشند که «به راستی… ویژگی‌های حقیقتاً پارسی در رفتار وی وجود ندارد.» و اینکه وی نقش «مادر» دلسوز را بازی می‌کند. شاید «چیزی» درون «نگرانیش» برای فرزند خود و با ناآگاهی از «ابعاد سیاسی شکست ملتش» اشاره به این می‌کند که ملکه نقشی همانند آنچه در ثتیس آمده است بازی می‌کند: ناتوانی آتوسا در جلوگیری از بروز خشم خشایارشا یا ناتوانی در درمان آن، شرم خشایارشا را افزوده و مرگ خشایارشا را به نمایش می‌گذارد. دیگران اما روی تاریکی از ملکه را گزارش کرده‌اند. ت. هریسون آتوسا را «خودخواه، سطحی و ترشرو» توصیف می‌کند؛ جرج نیز او را «از دیدگاه اخلاقی سالم» و «باهوش» خطاب می‌کند، اما در نهایت وی را زنی «مردانه» می‌داند که با فضایی زنانه درآمیخته شده تا وارونگی نقش‌های جنسیتی مرسوم در ایران باستان را به نمایش بگذارد.

## آتوسا در منابع اسلامی
شخصیت اسطوره‌ای «هُما» (اوستایی Humāiiā؛ فارسی باستان Humāya؛ فارسی میانه Humāy)، یکی از شاهان کیانی در اساطیر ایران، همتای شخصیت تاریخی آتوسا است. آتوسا، بانویی است که در روایات عامیانهٔ، یونانی‌محور «صاحب قدرتی مطلق» دانسته شده است و احتمال آن می‌رود که بر مبنای همین صفت منتسب به وی، از او تلقی یک «شاه» شده و سپس با نهادن نام دختر ویشتاسپ «هما» و در نتیجه دادن پیوند و صبغهٔ دینی (زرتشتی) به او، در ردیف یکی از شاهان کیانی جای داده شده باشد. احتمال دارد که در دورانی که در آن هم سنت‌های یونانی و هم سنت‌های زرتشتی پررنگ و تاثیرگذاربوده‌اند، این درآمیختگی رخ داده‌باشد. لقب کهن هما، یعنی «شِهرزاد» که صورتی پارتی دارد، می‌تواند شاهدی بر این ادعا باشد.
در اساطیر و حماسهٔ ملی ایران، «هما/همای/خمای»، دختر، همسر و جانشین بهمن پسر اسفندیار و مادر دارای یکم است. بخش عمده‌ای از شخصیت هما، ملکه دودمان اسطوره‌ای کیانی، تجلی و انعکسای از یادواره‌های تاریخی آتوسا، ملکه پارسی در اذهان ایرانیان است. روایت مسلمانان با گزارش هرودوت و گفتاوردهای داریوش بزرگ اینگونه مقایسه شده است:
- ثعالبی از او چنین روایت می‌کند:

او بزرگ‌ترین ملکه جهان و گرانمایه‌ترین آنها است. چون بهمن، درگذشت، همای بر تخت شاهی نشست. پرده‌ای پرنیانی و زربفت در برابرش آویختند و به خاص و عام اجازت حضور داد. والیان و امیران مناطق نزد او، هدایا آوردند. او از پس پرده سخت به‌جا و نیکو سخن می‌راند. او چنین گفت: خداوند این کشور را از سر مِهر به ما سپرد و بر ماست که در دادگستری و پایمردی تا آخرین حد توان بکوشیم و پسندیده‌ترین خوی‌ها و منش‌ها را رواج دهیم و ستوده‌ترین راه و روش را برگزینیم. همگان به سخن‌اش شادمان گشتند و او را نماز بردند. او به تنهایی در آراستن کشور بکوشید و در نگاه‌داشتِ کشور و آبادانی آن و به‌آیین درآوردن مرکز و شهرستان‌ها، چه دور و نزدیک، بر بسیاری از شاهان بزرگ، پیشی جست. دلاوران و لشکریان را برای جنگ با دشمنان و سرکوبی مخالفین گسیل می‌داشت و همیشه از پیروزی برخوردار بود. همواره بر مردم خویش به دیده‌ای نیکو می‌نگریست. پیوسته به ساختن باروی شهرها و افزودن بر آبادانی‌ها و بخشش به نیازمندان فرمان می‌داد. مردم از پی‌آمدهای نیک کارهایش در دوران او بهروزی می‌یافتند و از میوه‌های شیرین آن برخوردار می‌گشتند و او را سخت دوست می‌داشتند و از خداوند می‌خواستند که زندگانی‌اش دراز و پادشاهی‌اش پابرجا باشد.
- طبری دربارهٔ هما می‌نویسد:

او را به پاس نیکویی‌های پدر و هم به سبب کمال عقل و جمال و سوارکاری و دلیری که داشت، به پادشاهی برداشتند… و خمانی به فارس رفت و شهر استخر را بنیاد کرد و پیاپی سپاه به جنگ روم (یونان) فرستاد و فیروزی یافت و دشمنان را بشکست و از دست‌اندازی به مملکت خویش بازداشت، و رعیت در ایام پادشاهی او در رفاه و ارزانی بود. وقتی خمانی سپاه به جنگ روم فرستاد و اسیران بسیار برای وی آوردند، بگفت تا بنایان رومی در آن میان بودند و در هر گوشه از حوزهٔ استخر بنایی بلند و شگفت‌آور به سبک روم بسازند، یکی از بناها در شهر استخر و دیگری در راه دارابگرد در یک فرسنگی شهر و سومی در چهار فرسنگی شهر در راه خراسان بود و خمانی در طلب رضای خدای عزوجل، سخت بکوشید و نصرت و ظفر یافت و خراج از رعیت برداشت و مدت پادشاهی او، سی سال بود.
- حمزهٔ اصفهانی توضیحات بیشتری می‌دهد:

 [همای] به بلخ می‌نشست، و یک بار لشکریان وی با روم جنگیدند و گروه بسیاری را اسیر گرفتند و هما بنایان ایشان را به ساختن بناهای موسوم به «مصانع اصطخر»، که به فارسی هزارستون (تخت جمشید) گویند، برگماشت. این بناها، سه ساختمان در سه مکان بود.. در اصفهان نیز، در روستای موسوم به تیمره (گلپایگان امروزی)، شهری زیبا و شگفت‌آور ساخت که این شهر به دست اسکندر ویران شد.— ص=57
- نویسنده مجمل‌التواریخ و القصص می‌افزاید:

 [همای] اندر عهد خویش بفرمود که بر نقش زر و درم نوشتند: «بخور [ای] بانوی جهان، هزار سال نوروز و مهرگان». و چون پسر (دارا) را بازیافت، [تخت] به وی سپرد و هم به زمین پارس بمرد.

## روایات تطبیقی
1. ↑  DB.5: به لطف اهورامزدا، من شاه‌ام؛ اهورامزدا [این] سرزمین را به من سپرده است.
2. ↑  DNa.4: ای مرد، مگذار فرمان اهورامزدا بر تو بدنمایان شود؛ راه راست را ترک مکن؛ شورش مکن
3. ↑  DSe.4: بدی بسیار کرده بودند؛ که من درست کردم؛ سرزمین‌ها دچار آشفتگی بودند، یکی دیگری را می‌زد. آنچه کرده‌ام، همه را به خواست اهورامزدا کردم؛ که کسی، دیگری را هرگز نزند، [اینک] هرکس در جایگاه خود قرار دارد. قانون من از آن می‌ترسند، به طوری که قوی‌تر [دیگر] ضعیف را نمی‌زند و آزار نمی‌دهد.
4. ↑  اشاره به سرکوبی 9 شورش داخلی توسط داریوش.
5. ↑  DNa.4: او (اهورامزدا) این مملکت را به من داد، پهناور، … با مردانی نیک.
6. ↑  DSe.5: سازه بسیار کهنی بود که در وضع خوبی نبود؛ در شوش دیدم که بارویی فروریخته بود؛ پس باروی دیگری را در آنجا ساختم.
7. ↑  DN.1: خدای بزرگ است اهورامزدا… که به داریوش شاه خرد و توانایی ارزانی داشت؛ DN.2: در [کاربست] نیروی کینه‌جویی خود، هم با دست‌ها، هم با پاها، [سخت] پرجوش و خروشم؛ سوارکارم، سوارکار خوب؛ تیراندازم، تیرانداز خوب، هم پیاده، هم سواره؛ نیزه‌افکنم، نیزه‌افکن خوب، هم پیاده، هم سواره.
8. ↑  خشایارشا در مورد تکمیل پروژه تخت‌جمشید چنین می‌گوید (Xpa.3): [ساختمان‌های] بسیار دیگری (که آنها) نیز خوب (اند) در سراسر پارس (یعنی تخت‌جمشید) بنا شد، که من (خشایارشا) ساخته‌ام و پدرم ساخته است.
9. ↑  اشاره به لشکرکشی‌های داریوش و خشایارشا به یونان؛ به ویژه جهت تلافی مداخلهٔ آنها در شورش یونیه و حمله آنها به سارد.
10. ↑  DSf.6: من اهورامزدا را پرستش کردم؛ اهورامزدا مرا یاری کرد؛ آنچه من به کردنش فرمان دادم، او (اهورامزدا) سبب کامیابی [در آن] شد.
11. ↑  هرودوت (3/97) آورده است که «[داریوش] کشور پارس‌ها را یک‌سره معاف از پرداخت مالیت نمود.»

## برای مطالعهٔ بیشتر
- SCHMITT, RÜDIGER (December 15, 1994). "DEMOCEDES". Encyclopædia Iranica (به انگلیسی). Vol. VII. p. 257-258. Retrieved 9 November 2015.
- Conacher , D.J. 1996. “Persae (The Persians),” in Aeschylus: The Earlier Plays and Related Studies. Toronto: University of Toronto Press: 3 – 32.
- Hall , E. (ed.). 1996. Aeschylus :Persians. Warminster: Aris & Phillips.
- Podlecki , A.J. 1983. “ Women in Aeschylus. ”Helios 10: 23 – 47